# Andreu Marçal de Sax

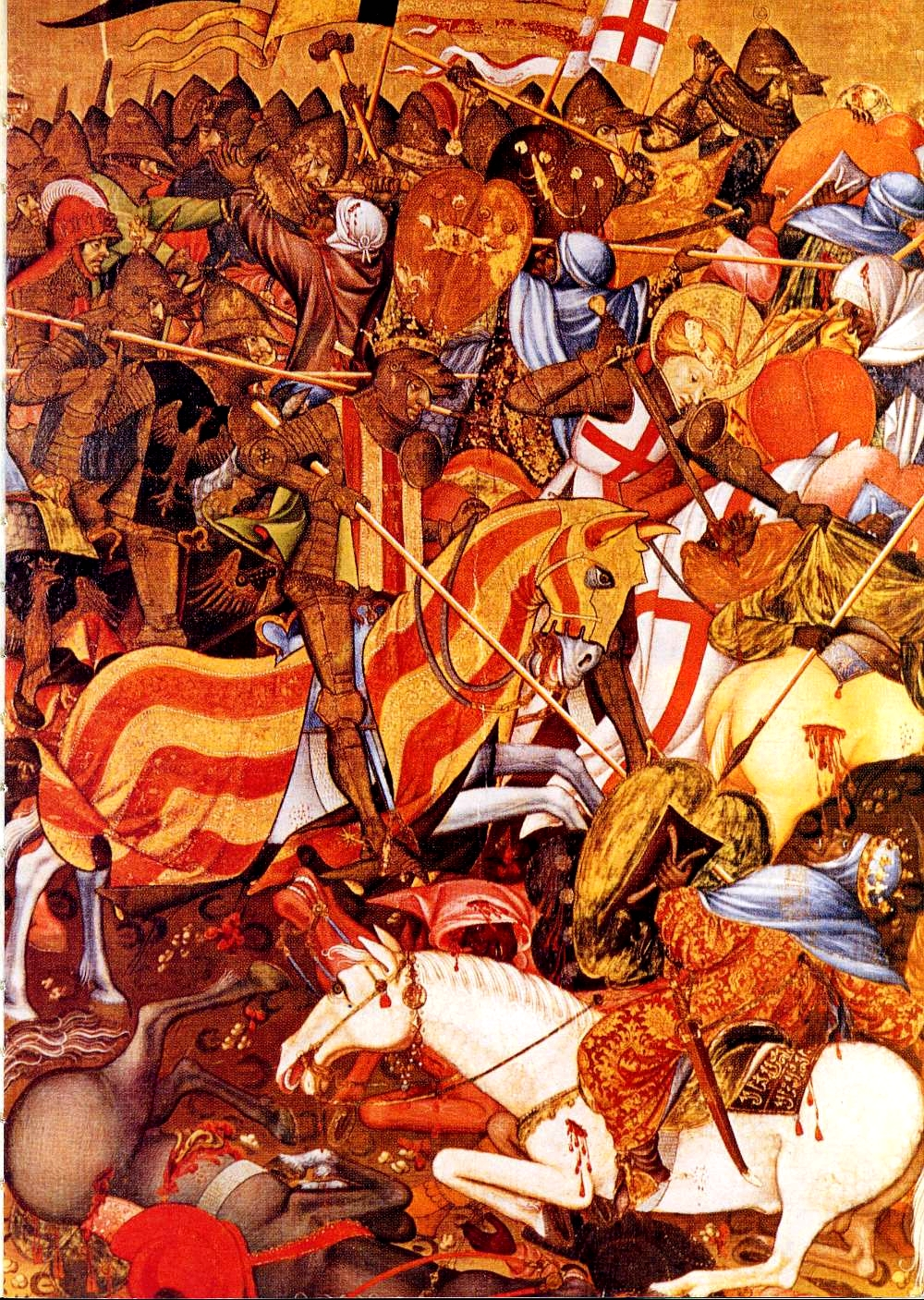
Taula central del Retaule del Centenar de la Ploma en què va col·laborar Andreu Marçal de Sax; representa el comte de Barcelona Jaume I i Sant Jordi lluitant en la batalla del Puig de Santa Maria, que va tenir lloc el 1237

Andreu Marçal de Sax (?, segle xiv - València, 1410) fou un pintor d'origen alemany establert a València entre 1390 i 1410. Juntament amb Pere Nicolau, se'ls considera els primers representants del gòtic internacional valencià d'influència flamenca. Amb aquest pintor, varen realitzar el 1399, per a la seu de València, el Retaule de sant Jaume i santa Àgata, avui desaparegut.
Va col·laborar amb Guerau Gener, quan aquest va residir a València entre 1405-1407, i amb Gonçal Peris en la realització d'un retaule dedicat a la Nativitat del Senyor, que va ser contractat el 24 d'abril del 1405.
La seva influència sobre Gener s'identifica en el Retaule gòtic del monestir de Santes Creus, en què algunes composicions i tipus humans evoquen figures de les seves obres.
L'única obra documentada que se'n conserva és la taula del Dubte de sant Tomàs. Se li havia atribuït l'autoria del Retaule del Centenar de la Ploma o de Sant Jordi, que actualment es conserva al Victoria and Albert Museum, si bé una investigació del 2011 el situa com a col·laborador en alguna de les taules d'aquesta obra, però no de les taules centrals, i més famoses, que s'atribueixen a Miquel Alcanyís.